# Vojenský hřbitov Croda Bagnata

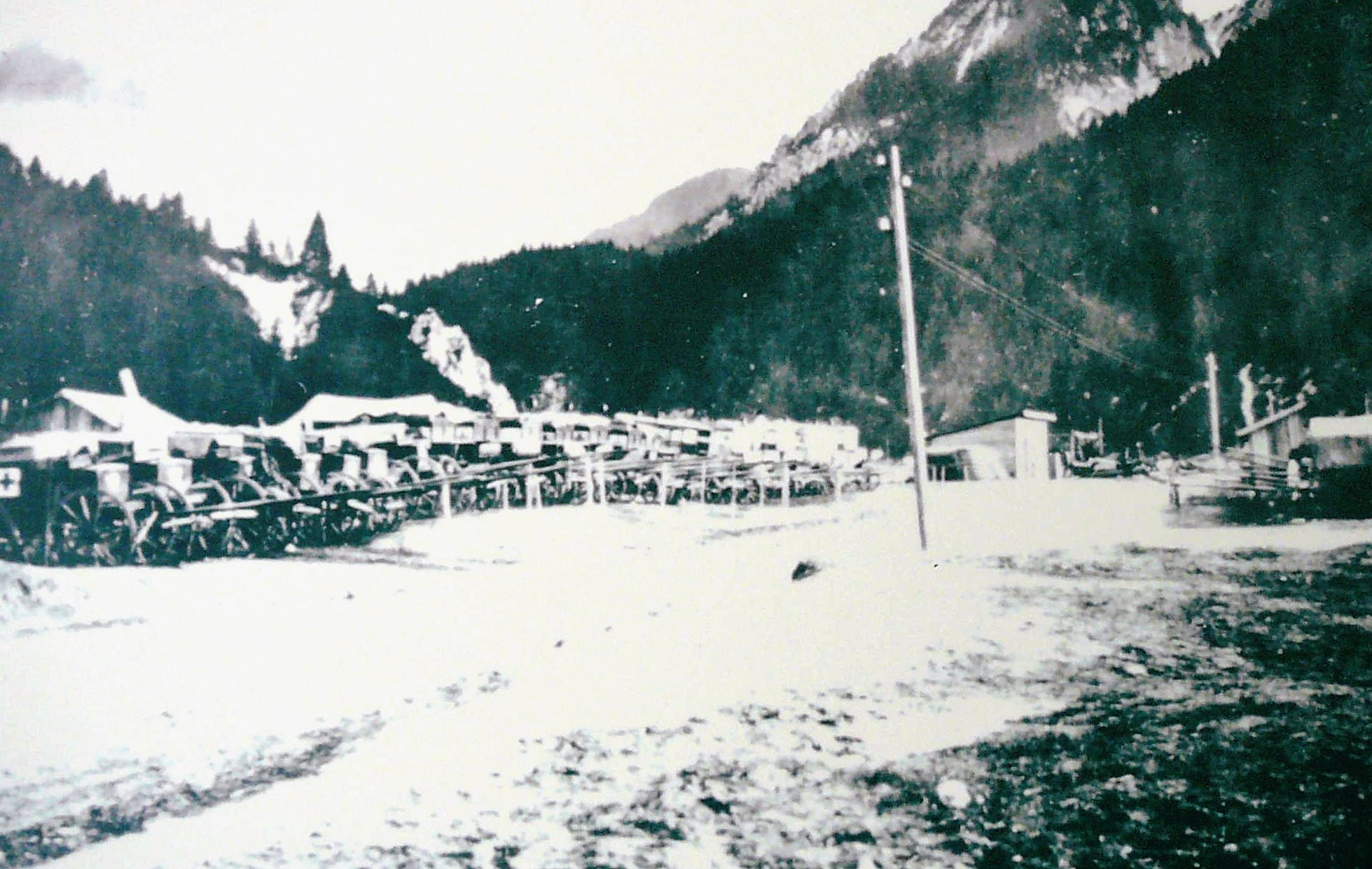
historická fotografie vojenské nemocnice v Croda Bagnata-Nasswand v údolí Val di Landro; dnes se zde nachází válečný hřbitov.

Vojenský hřbitov Croda Bagnata (někdy nazývaný též rakousko-uherský hřbitov u Toblachu nebo Soldatenfriedhof Nasswand) se nalézá v údolí Val di Landro, přesněji na 128. kilometru státní silnice Alemagna 51 asi 8 kilometrů jižně od města Toblach pod horou Croda Bagnata. Jsou zde uloženy především ostatky vojáků Rakouska-Uherska, kteří během první světové války sváděli krvavé boje s italskými jednotkami na nedaleké hoře Monte Piana, o jejíž vrcholovou plošinu se bojovalo od června 1915 do října 1917. Na hřbitově jsou uloženy ostatky celkem 1259 padlých z různých národů, které tvořily Rakousko-Uhersko.
Hřbitov je na místě, kde byla v době války polní ošetřovna (hlavně třídění raněných a základní ošetření pro pozdější transport), tedy o příliv mrtvých nebyla nouze.
Je zajímavé sledovat křížení typických východoevropských příjmení, ale také italských a španělských jmen, což potvrzuje kosmopolitnost habsburského státu.